# Dieter Elsneg
Dieter Elsneg (* 4. Februar 1990 in Wagna) ist ein ehemaliger österreichischer Fußballspieler auf der Position eines Stürmers und nunmehriger -funktionär und -trainer.

## Karriere

### Als Spieler

#### Verein
Elsneg begann seine Karriere beim SV Straß in der Steiermark. 2004 kam er in die Akademie des Grazer AK (GAK), damals noch Erstligist und amtierender österreichischer Meister. Nach drei Jahren in der Jugend und bei der Amateurmannschaft der Grazer schaffte er den Sprung in den Profikader der Rotjacken. Nach dem totalen finanziellen Crash und dem bevorstehenden Zwangsabstieg der Roten Teufel in die Regionalliga Mitte kam Elsneg, nachdem fast alle anderen Stammspieler abgewandert waren, zu seinem ersten Bundesligaeinsatz in Österreich. Elsneg wurde in der 34. Runde der Saison 2006/07 im Spiel des GAK gegen SK Rapid Wien in der 65. Minute für Martin Amerhauser eingewechselt. Die Grazer verloren das Spiel mit 0:2. Nach dem Zwangsabstieg in die Regionalliga liebäugelte Elsneg mit einem Wechsel zu den Red Bull Salzburg Juniors, jedoch entschied er sich beim GAK zu bleiben.
In der Saison 2007/08 in der Regionalliga Mitte erzielte Elsneg in 25 Spielen elf Tore. Nach dieser aus seiner Sicht recht erfolgreichen Saison transferierte er nach Italien zu Frosinone Calcio. Auch sein GAK-Kollege Robert Gucher wurde von den Italienern geholt. Dort waren beide in der Jugendmannschaft aktiv und trainierten immer wieder mit der Mannschaft des Serie-B-Klubs mit. Elsneg kam zu acht Einsätzen im Profiteam. Sein einziges Tor für den Verein erzielte er am 9. Mai 2009 beim 2:0-Sieg über die UC AlbinoLeffe. Elsneg wurde dabei in der 87. Spielminute für Zlatko Dedič eingewechselt und erzielte in der 95. Minute den Treffer zum 2:0-Endstand.
Nachdem er zu Beginn der Spielzeit 2009/10 aufgrund einer Verletzung längere Zeit ausgefallen war, kam er bis zur Winterpause zu keinem Einsatz für Frosinone. Im Jänner 2010 wechselte er daraufhin auf Leihbasis in die Serie A zu Sampdoria Genua.
Bereits im Juni 2009 wollte der Verein den Spieler verpflichten, damals scheiterte der Transfer am Veto von Frosinone. Vorerst war der Leihvertrag auf ein halbes Jahr begrenzt, Sampdoria hatte jedoch eine Kaufoption.
Im Sommer 2013 wechselte er nach drei Saisonen bei der Kapfenberger SV leihweise zum Bundesligaaufsteiger SV Grödig.
Im Sommer 2014 schloss er sich der SV Ried an.
Nachdem die Innviertler seinen auslaufenden Vertrag nach dem Bundesligaabstieg nicht mehr verlängerten, wechselte er zur Spielzeit 2017/18 überraschend zum steirischen Landesligisten ASK Voitsberg. Als Grund für den Transfer gab er an, sich auf seine berufliche Laufbahn neben der sportlichen Karriere konzentrieren zu wollen. Zudem lagen ihm lediglich Vertragsangebote aus Saudi-Arabien, Griechenland und Zypern vor, die er zu Gunsten seiner Familie ausschlug.
Zur Saison 2018/19 kehrte er zum Regionalligisten Grazer AK zurück. Mit dem GAK stieg er zu Saisonende in die 2. Liga auf. Nach anhaltenden Verletzungsproblemen beendete Elsneg im Jänner 2021 seine Karriere als Aktiver.
Eineinhalb Jahre nach dem Ende seiner Profikarriere nahm er im August 2022 beim sechstklassigen SV Hausmannstätten wieder das Spielen auf.

#### Nationalmannschaft
International kam Elsneg bereits für die österreichischen U-16-, U-17- und U-18-Auswahlen zum Einsatz, für die er insgesamt sechs Spiele absolvierte und dabei fünf Tore schoss. Weiters kam er zu 12 Einsätzen und einem Tor in der U-19-Auswahl seines Heimatlandes, sowie zu zwölf Länderspielen für Österreichs U-21-Nationalteam.

### Als Funktionär und Trainer
Nach seinem Karriereende wurde er Assistent des sportlichen Leiters Alfred Gert bei den Grazern. Zur Saison 2021/22 wurde er schließlich Nachfolger von Gert. Im Oktober 2021 wurde er nach der Trennung von Gernot Plassnegger gemeinsam mit Stefan Kammerhofer und Ralph Spirk interimistisch Cheftrainer der Grazer. Das Gespann holte in fünf Partien sieben Punkte, ehe es im Dezember 2021 von Gernot Messner abgelöst wurde.